# Космозеро (деревня)
Ко́смозеро (карел. Kosmojärvi) — деревня в составе Великогубского сельского поселения Медвежьегорского района Республики Карелия Российской Федерации. Комплексный памятник истории.

## Общие сведения
Расположена на южном берегу озера Космозеро.

## История
По сведениям на 1911 год в Космозере действовало двухклассное земское училище.
В результате сокращения населения в 1957 году деревни Артово, Демидово и Погост Космозерский были присоединены к деревне Космозеро.

## Достопримечательности
В деревне находится памятник архитектуры федерального значения — деревянная церковь Александра Свирского, срубленная в 1770 году.
Сохраняется памятник истории — Братская могила 10-ти советских воинов и партизан, погибших в феврале-июле 1942 года при выполнении боевых заданий на оккупированной финскими войсками территории Заонежья.

## Население
| 2002 | 2009 | 2010 | 2013 |
| ---- | ---- | ---- | ---- |
| 180  | ↘172 | ↘156 | ↘141 |

## Известные уроженцы
- Иван Касьянов (1825 — после 1892) — сказитель былин.
- Иван Абрамов (1869 — 1949) — иконописец[10].

## Улицы
- ул. Дорожная

## Галерея

Космозеро
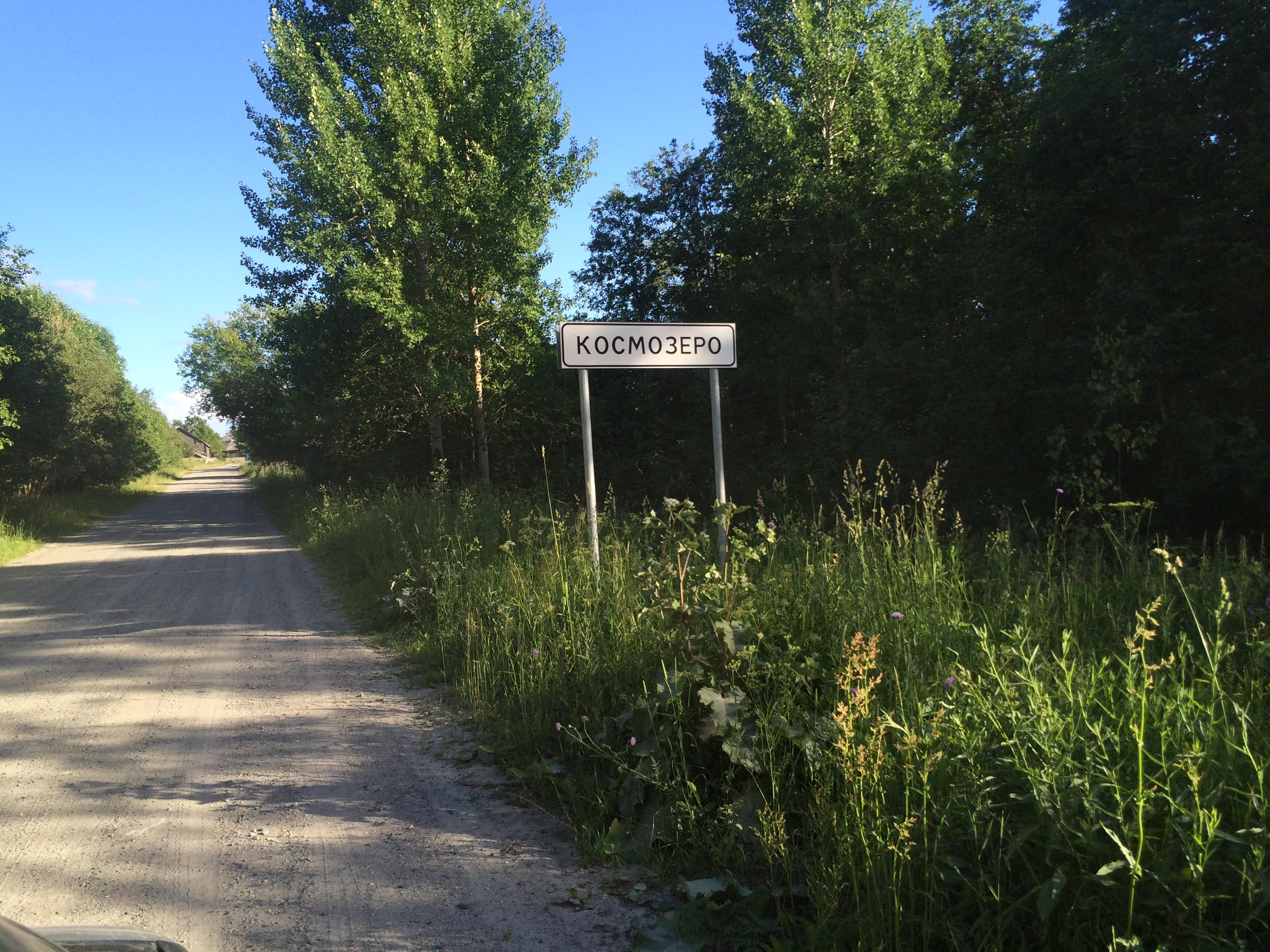
Въезд в деревню
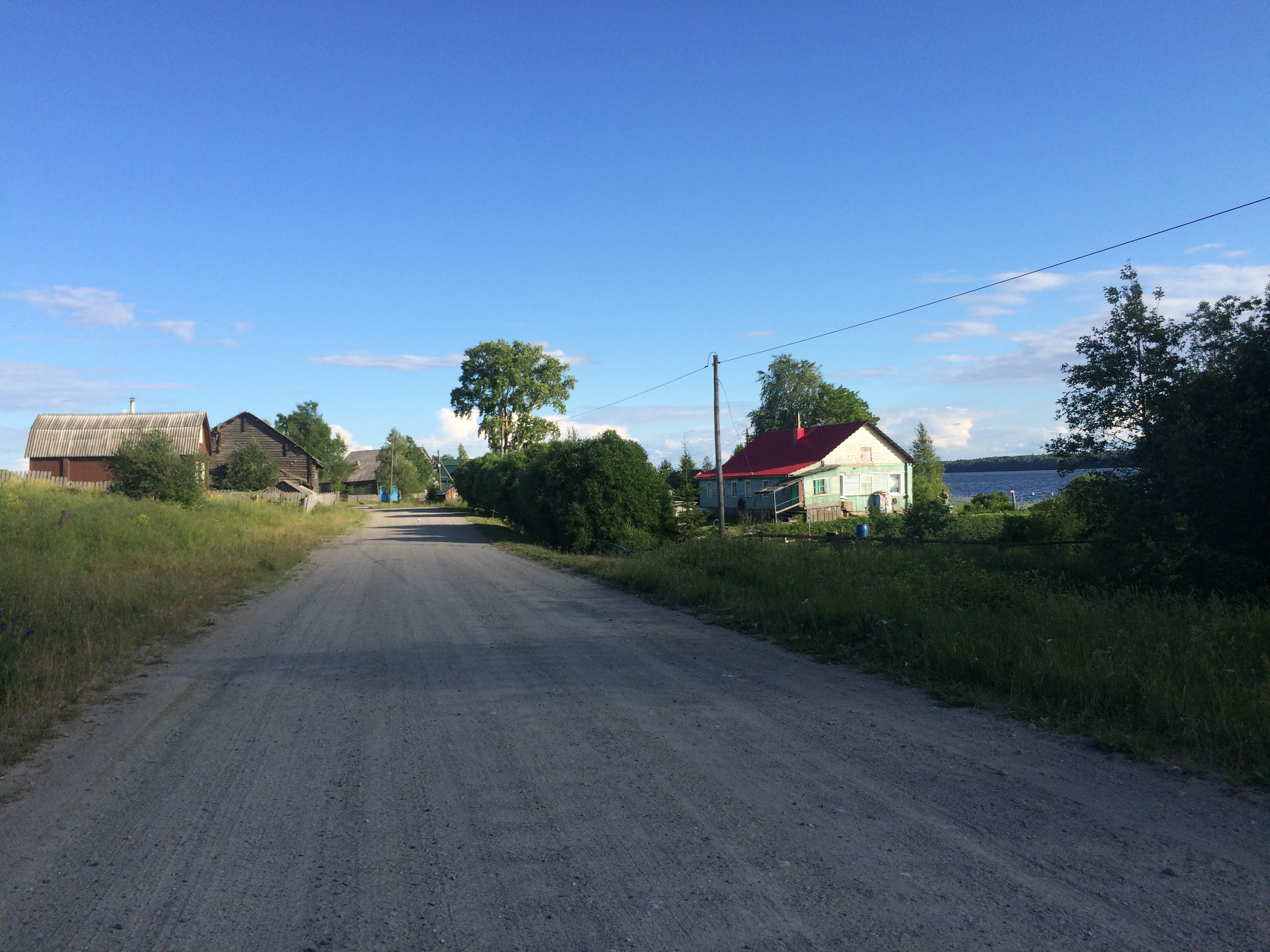
Улица деревни
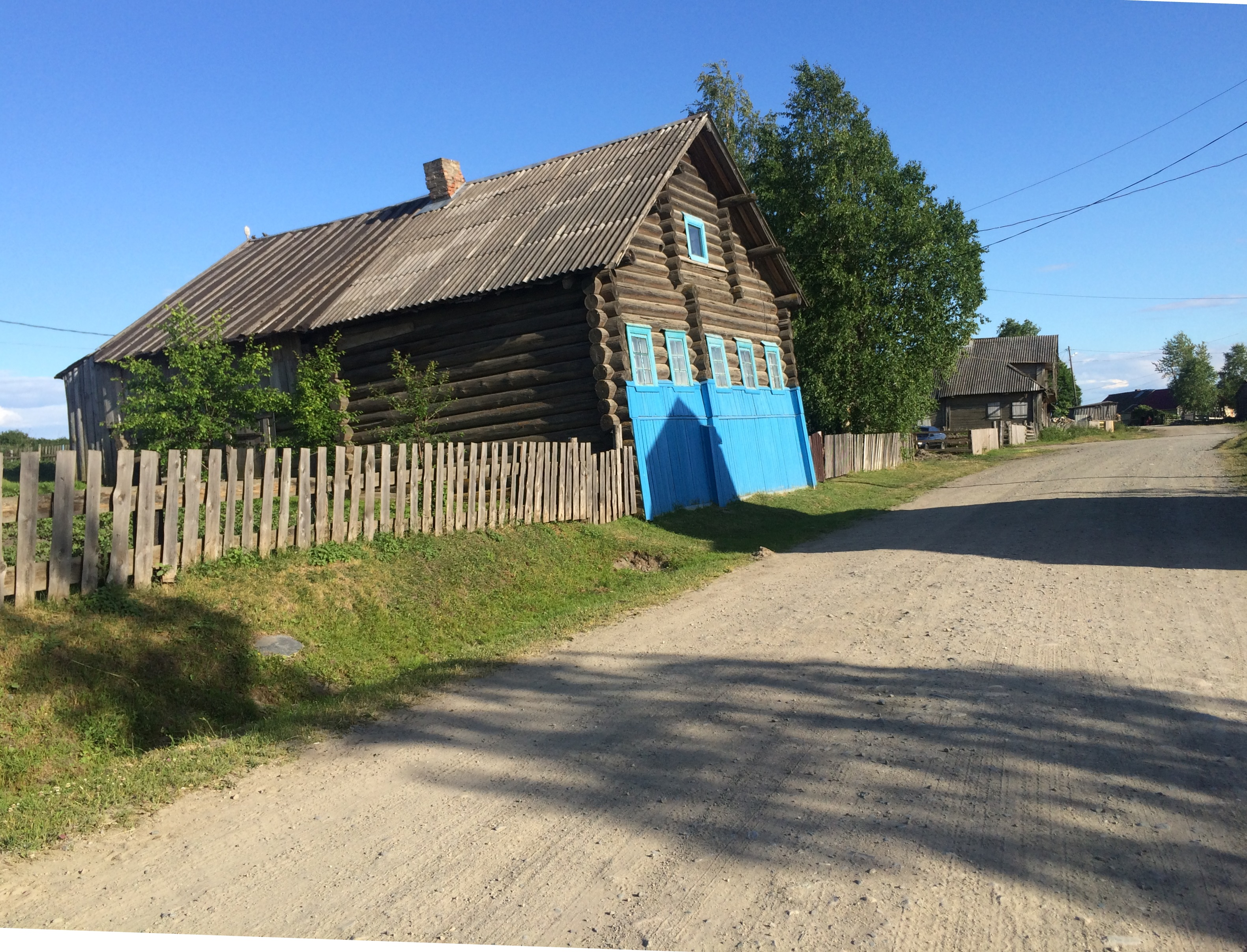
Улица деревни
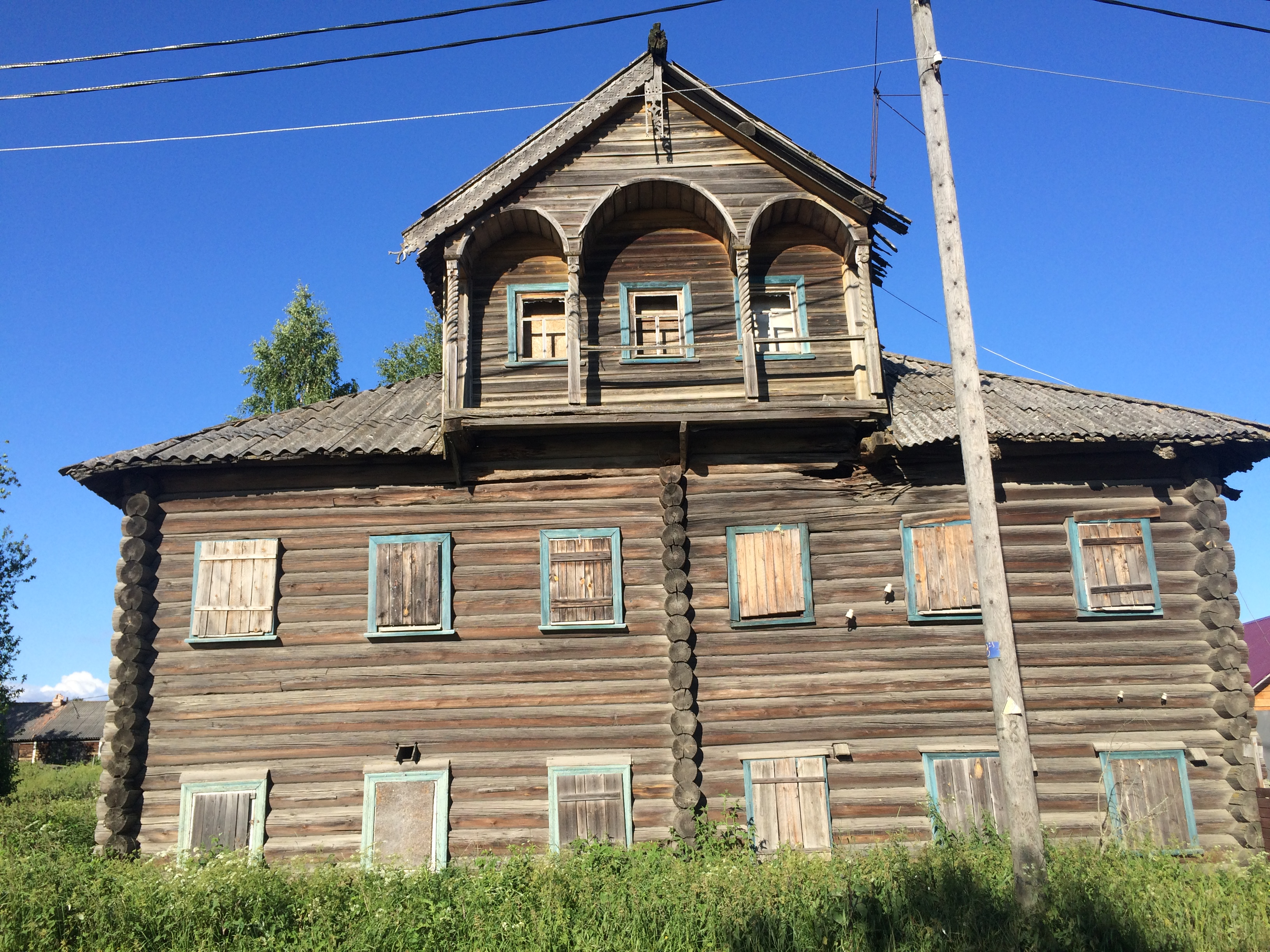
Карельский дом
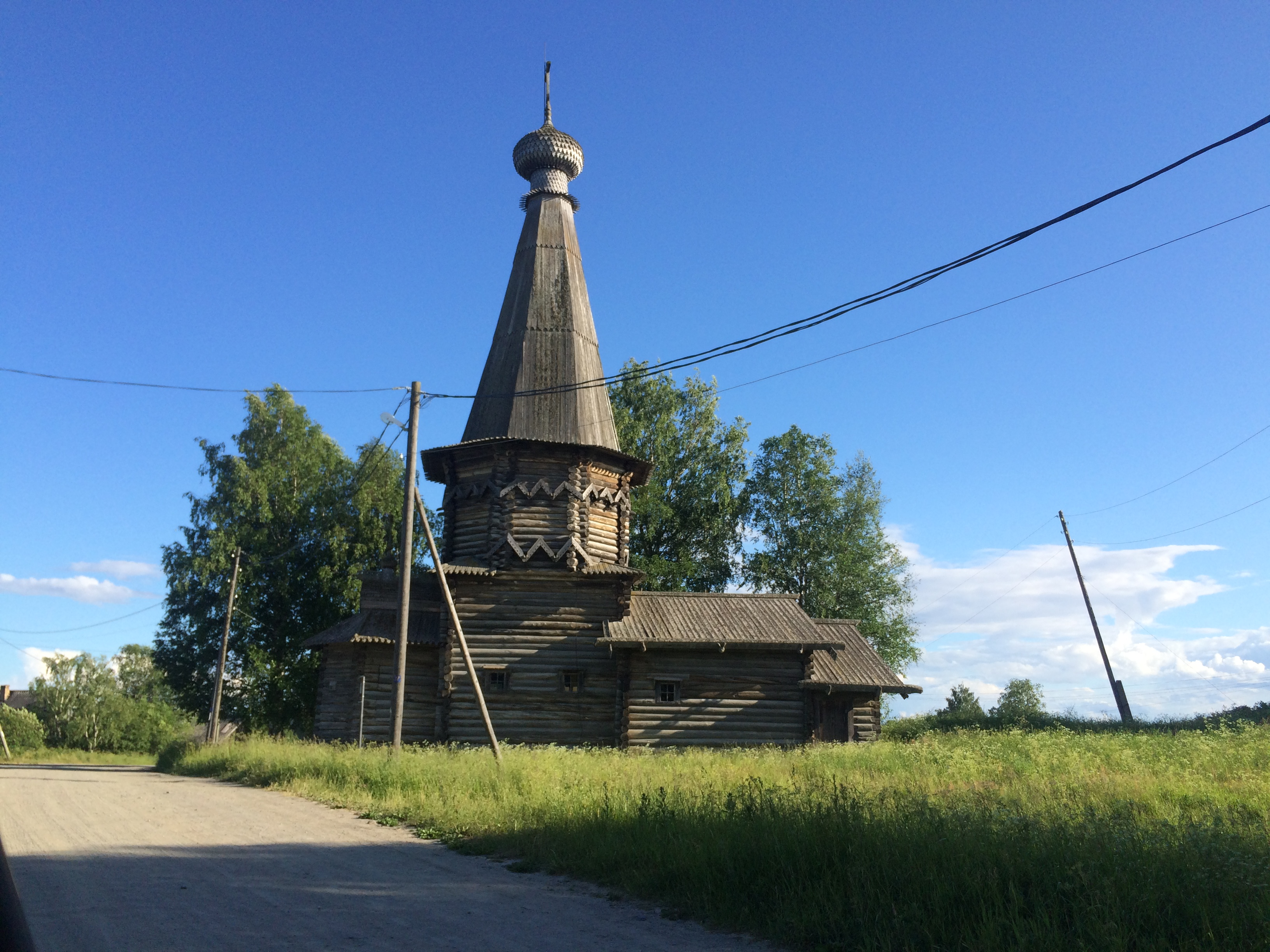
Церковь